# 3. Liga Männer (Handball) 2025/26
Die Saison 2025/26 der 3. Liga ist die 16. Spielzeit der dritthöchsten deutschen Spielklasse im Handball der Männer.

## Ablauf
Die Vorrunde wird in vier Staffeln mit jeweils 16 Teams im Modus „Jeder gegen Jeden“ mit Hin- und Rückrunde gespielt. Es wird zwei Aufsteiger in die 2. Bundesliga der Saison 2026/27 geben. Diese werden in Entscheidungsspielen zwischen den teilnahmeberechtigten Erst- und Zweitplatzierten der Staffeln ausgespielt. Die drei Letzten jeder Staffel steigen in die Regionalligen ab.

## Vorrunde
Die Spielkommission der 3. Liga legte die Staffeleinteilung der Vorrunde für die Spielzeit fest.
Legende:

### Staffel Nord-Ost
| Pl.                 | Verein                         | Sp. | S | U | N | Tore  | Diff. | Punkte |
| ------------------- | ------------------------------ | --- | - | - | - | ----- | ----- | ------ |
| 1.                  | DHK Flensborg                  | 0   | 0 | 0 | 0 | 00:00 | ±0    | 00:00  |
| 2.                  | EHV Aue                        | 0   | 0 | 0 | 0 | 00:00 | ±0    | 00:00  |
| 3.                  | Füchse Berlin Reinickendorf II | 0   | 0 | 0 | 0 | 00:00 | ±0    | 00:00  |
| 4.                  | Eintracht Hildesheim           | 0   | 0 | 0 | 0 | 00:00 | ±0    | 00:00  |
| 5.                  | HC Empor Rostock               | 0   | 0 | 0 | 0 | 00:00 | ±0    | 00:00  |
| 6.                  | HSG Eider Harde                | 0   | 0 | 0 | 0 | 00:00 | ±0    | 00:00  |
| 7.                  | HSG Ostsee N/G                 | 0   | 0 | 0 | 0 | 00:00 | ±0    | 00:00  |
| 8.                  | MTV Braunschweig               | 0   | 0 | 0 | 0 | 00:00 | ±0    | 00:00  |
| 9.                  | Oranienburger HC               | 0   | 0 | 0 | 0 | 00:00 | ±0    | 00:00  |
| 10.                 | SC DHfK Leipzig II             | 0   | 0 | 0 | 0 | 00:00 | ±0    | 00:00  |
| 11.                 | SC Magdeburg II                | 0   | 0 | 0 | 0 | 00:00 | ±0    | 00:00  |
| 12.                 | Sportfreunde Söhre             | 0   | 0 | 0 | 0 | 00:00 | ±0    | 00:00  |
| 13.                 | Stralsunder HV                 | 0   | 0 | 0 | 0 | 00:00 | ±0    | 00:00  |
| 14.                 | SV 04 Plauen-Oberlosa          | 0   | 0 | 0 | 0 | 00:00 | ±0    | 00:00  |
| 15.                 | TSV Altenholz                  | 0   | 0 | 0 | 0 | 00:00 | ±0    | 00:00  |
| 16.                 | HG Hamburg-Barmbek (N)         | 0   | 0 | 0 | 0 | 00:00 | ±0    | 00:00  |
| Stand: 5. Juli 2025 |                                |     |   |   |   |       |       |        |

### Staffel Nord-West
| Pl.                 | Verein                 | Sp. | S | U | N | Tore  | Diff. | Punkte |
| ------------------- | ---------------------- | --- | - | - | - | ----- | ----- | ------ |
| 1.                  | ASV Hamm-Westfalen (A) | 0   | 0 | 0 | 0 | 00:00 | ±0    | 00:00  |
| 2.                  | Ahlener SG             | 0   | 0 | 0 | 0 | 00:00 | ±0    | 00:00  |
| 3.                  | ATSV Habenhausen       | 0   | 0 | 0 | 0 | 00:00 | ±0    | 00:00  |
| 4.                  | OHV Aurich             | 0   | 0 | 0 | 0 | 00:00 | ±0    | 00:00  |
| 5.                  | Team Handball Lippe II | 0   | 0 | 0 | 0 | 00:00 | ±0    | 00:00  |
| 6.                  | TSG Altenhagen-Heepen  | 0   | 0 | 0 | 0 | 00:00 | ±0    | 00:00  |
| 7.                  | TSV Anderten           | 0   | 0 | 0 | 0 | 00:00 | ±0    | 00:00  |
| 8.                  | TuS Spenge             | 0   | 0 | 0 | 0 | 00:00 | ±0    | 00:00  |
| 9.                  | TuS Vinnhorst          | 0   | 0 | 0 | 0 | 00:00 | ±0    | 00:00  |
| 10.                 | TV Bissendorf-Holte    | 0   | 0 | 0 | 0 | 00:00 | ±0    | 00:00  |
| 11.                 | TV Emsdetten           | 0   | 0 | 0 | 0 | 00:00 | ±0    | 00:00  |
| 12.                 | VfL Eintracht Hagen II | 0   | 0 | 0 | 0 | 00:00 | ±0    | 00:00  |
| 13.                 | Wilhelmshavener HV     | 0   | 0 | 0 | 0 | 00:00 | ±0    | 00:00  |
| 14.                 | GWD Minden II (N)      | 0   | 0 | 0 | 0 | 00:00 | ±0    | 00:00  |
| 15.                 | HSG Varel (N)          | 0   | 0 | 0 | 0 | 00:00 | ±0    | 00:00  |
| 16.                 | VfL Fredenbeck (N)     | 0   | 0 | 0 | 0 | 00:00 | ±0    | 00:00  |
| Stand: 5. Juli 2025 |                        |     |   |   |   |       |       |        |

### Staffel Süd
| Pl.                 | Verein                       | Sp. | S | U | N | Tore  | Diff. | Punkte |
| ------------------- | ---------------------------- | --- | - | - | - | ----- | ----- | ------ |
| 1.                  | HSG Konstanz (A)             | 0   | 0 | 0 | 0 | 00:00 | ±0    | 00:00  |
| 2.                  | HBW Balingen-Weilstetten II  | 0   | 0 | 0 | 0 | 00:00 | ±0    | 00:00  |
| 3.                  | HC Erlangen II               | 0   | 0 | 0 | 0 | 00:00 | ±0    | 00:00  |
| 4.                  | HG Oftersheim/Schwetzingen   | 0   | 0 | 0 | 0 | 00:00 | ±0    | 00:00  |
| 5.                  | Rhein-Neckar Löwen II        | 0   | 0 | 0 | 0 | 00:00 | ±0    | 00:00  |
| 6.                  | Saase³Leutershausen Handball | 0   | 0 | 0 | 0 | 00:00 | ±0    | 00:00  |
| 7.                  | SG Pforzheim/Eutingen        | 0   | 0 | 0 | 0 | 00:00 | ±0    | 00:00  |
| 8.                  | SV Salamander Kornwestheim   | 0   | 0 | 0 | 0 | 00:00 | ±0    | 00:00  |
| 9.                  | TSB Heilbronn-Horkheim       | 0   | 0 | 0 | 0 | 00:00 | ±0    | 00:00  |
| 10.                 | TSV Neuhausen                | 0   | 0 | 0 | 0 | 00:00 | ±0    | 00:00  |
| 11.                 | TuS Fürstenfeldbruck         | 0   | 0 | 0 | 0 | 00:00 | ±0    | 00:00  |
| 12.                 | VfL Pfullingen               | 0   | 0 | 0 | 0 | 00:00 | ±0    | 00:00  |
| 13.                 | Wölfe Würzburg               | 0   | 0 | 0 | 0 | 00:00 | ±0    | 00:00  |
| 14.                 | SG Köndringen/Teningen (N)   | 0   | 0 | 0 | 0 | 00:00 | ±0    | 00:00  |
| 15.                 | TV 1861 Erlangen-Bruck (N)   | 0   | 0 | 0 | 0 | 00:00 | ±0    | 00:00  |
| 16.                 | TV Bittenfeld II (N)         | 0   | 0 | 0 | 0 | 00:00 | ±0    | 00:00  |
| Stand: 5. Juli 2025 |                              |     |   |   |   |       |       |        |

### Staffel Süd-West
| Pl.                 | Verein                            | Sp. | S | U | N | Tore  | Diff. | Punkte |
| ------------------- | --------------------------------- | --- | - | - | - | ----- | ----- | ------ |
| 1.                  | HSG Bergische Panther             | 0   | 0 | 0 | 0 | 00:00 | ±0    | 00:00  |
| 2.                  | HG Saarlouis                      | 0   | 0 | 0 | 0 | 00:00 | ±0    | 00:00  |
| 3.                  | mHSG Friesenheim-Hochdorf II      | 0   | 0 | 0 | 0 | 00:00 | ±0    | 00:00  |
| 4.                  | HSG Dutenhofen-Münchholzhausen II | 0   | 0 | 0 | 0 | 00:00 | ±0    | 00:00  |
| 5.                  | HSG Hanau                         | 0   | 0 | 0 | 0 | 00:00 | ±0    | 00:00  |
| 6.                  | HSG Rodgau Nieder-Roden           | 0   | 0 | 0 | 0 | 00:00 | ±0    | 00:00  |
| 7.                  | MT Melsungen II                   | 0   | 0 | 0 | 0 | 00:00 | ±0    | 00:00  |
| 8.                  | SGSH Dragons                      | 0   | 0 | 0 | 0 | 00:00 | ±0    | 00:00  |
| 9.                  | TSG Haßloch                       | 0   | 0 | 0 | 0 | 00:00 | ±0    | 00:00  |
| 10.                 | TuS 82 Opladen                    | 0   | 0 | 0 | 0 | 00:00 | ±0    | 00:00  |
| 11.                 | TV Gelnhausen                     | 0   | 0 | 0 | 0 | 00:00 | ±0    | 00:00  |
| 12.                 | TV Kirchzell                      | 0   | 0 | 0 | 0 | 00:00 | ±0    | 00:00  |
| 13.                 | Longericher Sport Club            | 0   | 0 | 0 | 0 | 00:00 | ±0    | 00:00  |
| 14.                 | Interaktiv.Handball (N)           | 0   | 0 | 0 | 0 | 00:00 | ±0    | 00:00  |
| 15.                 | TSG Münster (N)                   | 0   | 0 | 0 | 0 | 00:00 | ±0    | 00:00  |
| 16.                 | TV Homburg (N)                    | 0   | 0 | 0 | 0 | 00:00 | ±0    | 00:00  |
| Stand: 5. Juli 2025 |                                   |     |   |   |   |       |       |        |